# Détroit de Béring
Pour les articles homonymes, voir Béring.
Le détroit de Béring, ou détroit de Behring, est un passage maritime séparant la péninsule Tchouktche, dans le district autonome de Tchoukotka, de la péninsule Seward, en Alaska. 

## Géographie

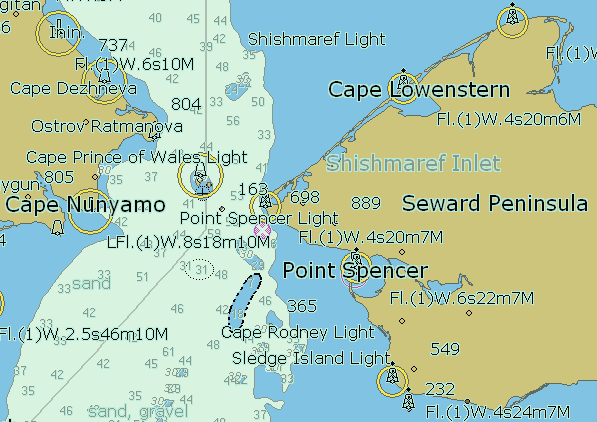
Plan nautique du détroit.

Le détroit de Bering doit son nom au navigateur Vitus Béring (1681-1741), un explorateur danois au service de la marine russe qui a traversé le détroit durant l'été 1728.
Le détroit se situe en mer de Béring, non loin du cercle polaire arctique qui marque la  limite méridionale de la mer des Tchouktches. La longueur du détroit est d'environ 200 km. La plus courte distance entre les deux continents s'élève à 83 km et est mesurée entre le mys Peek, en Russie, et le cap du Prince-de-Galles, en Alaska. Depuis  ce même cap, on compte 89 km jusqu'au cap Dejnev, l'extrémité la plus orientale de l'Asie.
Les deux îles Diomède se situent dans la partie nord du détroit, à mi-chemin entre la Russie et les États-Unis, de part et d'autre de la frontière. 
En mars 2006, Karl Bushby et l'aventurier français Dimitri Kieffer ont franchi le détroit à pied. Ils ont traversé une section gelée de 90 kilomètres de long en 15 jours.

## Histoire

### De l'Antiquité jusqu'auXIXesiècle
Il y a 20 000 ans, le niveau de la mer dans le détroit de Béring était plus bas de 100 mètres par rapport à aujourd'hui.
Pendant la dernière ère glaciaire, le niveau de la mer était suffisamment bas pour permettre le passage à pied entre l'Asie et l'Amérique du Nord à l'emplacement de l'actuel détroit de Béring. Appelée aujourd'hui Béringie, cette voie aurait été empruntée par les premiers humains ayant peuplé le continent américain. Il y a entre 12 000 et 30 000 ans, des tribus sibériennes ont ainsi franchi le détroit pour aller peupler l'Amérique, ainsi que diverses espèces animales, telles que le bison d'Amérique, originaire d'Asie du sud. Située à la même latitude que l'Islande, la zone du détroit est caractérisée par des températures extrêmement basses (jusqu'à −50 °C) et des vents violents.
Il semble que le premier Européen à traverser le détroit de Béring fut l'Espagnol Lorenzo Ferrer Maldonado en 1588, alors qu'il cherchait le détroit d'Anián. L'explorateur a remis un mémorial à la couronne espagnole, qui l'a gardé secret. En 1648, le cosaque Semen Dejnev avait descendu le fleuve Kolyma avec sept navires, était entré dans l'océan Arctique puis avait franchi le détroit avec trois d'entre eux et était revenu sur les côtes russes par le Pacifique. Cependant, le rapport qu'il fait de cette expédition passe inaperçu et ne fut redécouvert qu'en 1736.
À la demande de Pierre Ier de Russie, le Danois Vitus Béring est chargé de déterminer si l'Alaska et la Sibérie sont ou non reliées entre elles. Il embarque sur un navire construit au Kamtchatka et franchit le détroit durant l'été 1728. Il tente une nouvelle expédition dans la région en 1741, débarque sur le sol américain, mais succombe au retour dans une petite île où son bateau s'échoue, et qui porte désormais son nom.
La ligne de changement de date passe au milieu du détroit depuis l'achat de l'Alaska, alors partie de l'Empire russe, par les États-Unis en 1867.

### Guerre froide: la frontière du «rideau de glace»

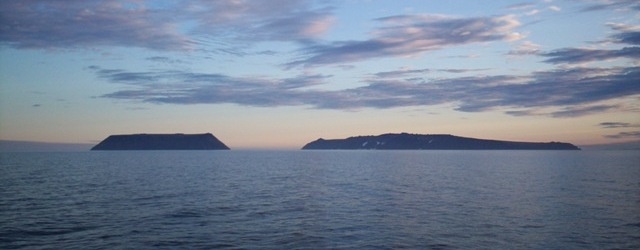
La Petite Diomède (États-Unis, à gauche) et la Grande Diomède (Union soviétique puis Russie, à droite) : la frontière du « rideau de glace ».

Pendant la guerre froide, le détroit de Béring constitue la frontière entre les États-Unis et l'Union soviétique. L'île de la Grande Diomède, alors en URSS, n'est qu'à trois kilomètres de l'île de la Petite Diomède, aux États-Unis. Traditionnellement, les peuples autochtones de la région traversent fréquemment la frontière pour visiter leurs proches, participer à des fêtes saisonnières, ou pour le commerce traditionnel. Ces traversées sont interdites pendant la guerre froide. La Grande Diomède, côté soviétique, est vidée de ses habitants et militarisée.
La frontière acquiert ainsi le surnom de « rideau de glace » (Ice Curtain), en référence au « rideau de fer » coupant l'Europe en deux. Le 7 août 1987, la nageuse américaine Lynne Cox contribue symboliquement à apaiser les tensions américano-soviétiques en traversant la frontière à la nage ; elle est félicitée conjointement par Ronald Reagan et Mikhaïl Gorbatchev lors d'un entretien à Washington.

## Tunnel sous le détroit de Béring
Divers projets de tunnel ferroviaire sous le détroit ont été formés depuis le XIXe siècle. Si la réalisation du tunnel présente peu de difficultés techniques, le principal problème est de le compléter par d'autres infrastructures à chaque extrémité, et en particulier du côté de la Russie où la pointe orientale du pays est inaccessible par voie terrestre.